# Bollnäs landsfiskalsdistrikt
Bollnäs landsfiskalsdistrikt var 1918–1964 ett landsfiskalsdistrikt i Gävleborgs län, bildat när Sveriges indelning i landsfiskalsdistrikt trädde i kraft den 1 januari 1918, enligt beslut den 7 september 1917. Den 1 januari 1965 avskaffades i Sverige samtliga landsfiskaler och landsfiskalsdistrikt, och deras arbetsuppgifter delades upp på de nyskapade indelningarna polisdistrikt, åklagardistrikt och kronofogdedistrikt.
Landsfiskalsdistriktet låg under länsstyrelsen i Gävleborgs län.

## Ingående områden
Distriktet bestod ursprungligen av kommunerna Bollnäs köping och Bollnäs landskommun. Den 1 januari 1923 utbröts Björkhamre köping ut ur Bollnäs landskommun. Björkhamre och Bollnäs köpingar sammanslogs den 1 januari 1942 för att bilda Bollnäs stad. När Sveriges nya indelning i landsfiskalsdistrikt trädde i kraft den 1 januari 1952 (enligt kungörelsen 1 juni 1951) införlivades det upplösta Hanebo landsfiskalsdistrikt med dess ingående kommuner Hanebo och Segersta, och samtidigt införlivades Segersta kommun i Hanebo kommun genom kommunreformen som trädde i kraft samma datum. Den 1 januari 1959 inkorporerades Bollnäs landskommun i Bollnäs stad, dock utan någon förändring i distriktets omfattning.

### Från 1918
- Bollnäs köping
- Bollnäs landskommun

### Från 1923
- Björkhamre köping
- Bollnäs köping
- Bollnäs landskommun

### Från 1942
- Bollnäs landskommun
- Bollnäs stad

### Från 1952
- Bollnäs landskommun
- Bollnäs stad
- Hanebo landskommun

### Från 1 januari 1959
- Bollnäs stad
- Hanebo landskommun